# 道の駅おおつの里
道の駅おおつの里（みちのえき おおつのさと）は、千葉県南房総市にある千葉県道185号犬掛館山線の道の駅である。愛称は花倶楽部。

## 施設
- 駐車場（普通車15台、大型車9台、身体障害者用1台）
- トイレ（男6、女11、身体障害者用2）
- 公衆電話
- 花摘み園
- 物品販売施設
- 飲食施設

## アクセス
- 千葉県道185号犬掛館山線

## 駅周辺
- 城山
- 妙蓮寺